# N498 (België)
De N498 is een korte gewestweg in België bij de plaats Maldegem. De weg verbindt de N9 met de N49 en heeft 2x2 rijstroken. De weg heeft een lengte van ongeveer 2 kilometer.